# Перейра, Карлос Эмилиано
Ка́рлос Эмилиа́но Пере́йра, более известный, как Карли́ньос (порт. Carlos Emiliano Pereira; Carlinhos; род. 29 ноября 1986, Пирипири, штат Пиауи) — бразильский футболист, защитник клуба «Ботафого».

## Биография
Карлиньос начинал карьеру в родном городе, в клубе «4 июля». До 22 лет играл в Пиауи за команды «Пикус» и «Баррас» (с которым в 2008 году стал чемпионом штата), а в 2009 году переехал в Сеару, где стал выступать за «Икасу». Провёл за эту команду во всех турнирах 108 матчей и забил семь голов. Играл в бразильских Сериях C (вице-чемпион в 2012 году) и B, а также в чемпионате штата Сеара. В 2011 году на правах аренды выступал в Серии B и Лиге Паулисте за «Гуарани» (Кампинас), также в первой половине 2013 года отдавался в аренду в «Атлетико Сорокабу».
В октябре 2013 года перешёл в «Коритибу». В составе этого клуба 26-летний Карлиньос дебютировал в бразильской Серии A. Это случилось 10 октября 2013 года в матче 27 туре «бразилейрана», в котором «Коритиба» дома обыграла «Сантос» со счётом 1:0. Карлиньос довольно регулярно играл за «зелёных дедушек», а в 2017 году помог своей команде выиграть чемпионат штата. После этого он перешёл «Гояс». Защитник стал незаменимым игроком основного состава, и хотя это не помогло «попугаям» бороться за высокие места в Серии B, игра Карлиньоса привлекла внимание команд из элиты бразильского футбола.
В 2018 году Карлиньос выступал в Серии A за «Америку Минейро». В 2019—2021 годах защитник играл за «Форталезу», которая в тот период выступала в бразильской Серии A. Выиграл со «львами» три чемпионата штата подряд, а также Кубок Нордэсте в 2019 году. В конце августа 2021 года был отдан в аренду в «Ботафого», которому помог в итоге выиграть Серию B и добиться возвращения в элиту бразильского футбола. 1 января 2022 года Карлиньос подписал с «Ботафого» полноценный (хотя и краткосрочный — на четыре месяца) контракт.

## Титулы
- Чемпион штата Парана (1): 2017
- Чемпион штата Сеара (3): 2019, 2020, 2021
- Чемпион штата Пиауи (1): 2008
- Победитель бразильской Серии B (1): 2021
- Обладатель Кубка Нордесте (1): 2019